# جيفري بورتون راسيل
جيفري بورتون راسيل (بالإنجليزية: Jeffrey Burton Russell)‏ هو مؤرخ أمريكي، ولد في 1934 في كاليفورنيا في الولايات المتحدة.

## وصلات خارجية
- جيفري بورتون راسيل على موقع IMDb (الإنجليزية)